# Unterseeboot 512
Le Unterseeboot 512 (ou U-512) est un sous-marin allemand utilisé par la Kriegsmarine pendant la Seconde Guerre mondiale.

## Historique
Après son temps d'entraînement initial à Stettin (Pologne) dans la 4. Unterseebootsflottille jusqu'au 31 août 1942, il rejoint sa flottille de combat à Lorient, la 10. Unterseebootsflottille.
L'U-512 a été coulé le 2 octobre 1942 au nord de Cayenne à la position géographique de 6° 50′ N, 52° 25′ O par des charges de profondeur lancées par un avion américain Douglas B-18B de l'escadron US Army Bomb. Sqdn. 99.

L'attaque a coûté la vie à 51 membres de l'équipage, épargnant un sous-marinier : l'un des deux apprentis (Matrosengefreiter) Franz Machen. Celui-ci erre dix jours dans un radeau de sauvetage lancé par l'avion américain, avant d'être secouru par le destroyer américain USS Ellis (DD-154). Il survit en partie en capturant des oiseaux de mer pour se nourrir, attendant que ces derniers se posent sur le radeau.

## Affectations successives
- 4. Unterseebootsflottille du 20 décembre 1941 au 31 août 1942
- 10. Unterseebootsflottille du 1er septembre 1942 au 2 octobre 1942

## Commandement
- Kapitänleutnant Wolfgang Schultze  du 20 décembre 1941 au 2 octobre 1942

## Navires coulés
Il a coulé 3 navires pour un total de 20 619 tonneaux au cours de l'unique patrouille qu'il effectua.

Liste des navires coulés
| Date              | Navire              | Nationalité | Tonnage |
| ----------------- | ------------------- | ----------- | ------- |
| 12 septembre 1942 | SS Patrick J Hurley | États-Unis  | 10 865  |
| 19 septembre 1942 | SS Monte Gorbea     | Espagne     | 3 720   |
| 24 septembre 1942 | SS Antionus         | États-Unis  | 6 034   |

## Sources
- (en) Cet article est partiellement ou en totalité issu de l’article de Wikipédia en anglais intitulé « German submarine U-512 » (voir la liste des auteurs).